# Ethernet/IP
EtherNet/IP (též označovaný jako ENIP, IP znamená v tomto kontextu průmyslový protokol, Industrial Protocol) je standardním průmyslovým protokolem, který vychází z protokolu CIP (Common Industrial Protocol) a rozšiřuje jej o standard Ethernet. EtherNet/IP je jeden z nejužívanějších průmyslových protokolů ve Spojených státech amerických a je velmi rozšířen především v továrnách. Jak standard EtherNet/IP (ENIP), tak i standard CIP je spravován organizací ODVA zodpovědné za vývoj a definici standardů založené v roce 1995.
Protokol EtherNet/IP přebírá mnoho ze standardu běžné sítě Ethernet, především sadu pro internetové protokoly TCP/IP a normu IEEE 802.3, k definici vlastností a funkcí pro svoji přenosovou, síťovou, linkovou a fyzickou vrstvu modelu ISO/OSI. EtherNet/IP funguje na relační vrstvě a vyšších vrstvách, tedy relační, prezentační a aplikační vrstvy. CIP používá objektově orientovaný návrh tak, aby zajistil protokolu EtherNet/IP služby, které jsou potřebné k řízení zařízení v reálném čase. Protokol též přebírá klíčové funkce ze standardu Ethernet, jako například protokol UDP, který používá pro přenos svých vstupně-výstupních zpráv.
V letech 2010 i 2018 je odhadováno, že se protokol používá zhruba v 30 % průmyslového nasazení.

## Historie
Vývoj protokolu EtherNet/IP začal v devadesátých letech 20. století v rámci technické skupiny ControlNet International, Ltd.(CI). V roce 2000 organizace ODVA a CI vytvořili dohodu o spolupráci na protokolu EtherNet/IP, ačkoliv v roce 2009 byla dohoda zrušena a EtherNet/IP zůstal pod výhradní kontrolou organizace ODVA a jejími členy. V roce 2020 je protokol EtherNet/IP jedním ze čtyř síťových protokolů, které rozšiřují protokol CIP do průmyslového Ethernetu, společně s DeviiceNet, ControlNet a CompoNet. Všechny tyto průmyslové stanardy jsou spravované výše zmíněnou organizací ODVA.

## Technické zázemí
Protokol EtherNet/IP rozděluje uzly sítě na několik typů podle svého chování, což znamená:
- Přenos základních vstupně-výstupních dat je zajištěn protokolem UDP pro implicitní zasílání zpráv
- Stahování a nahrávání parametrů je zajištěno protokolem TCP, tzv. explicitní zasílání zpráv
- Monitoring je zajištěn protokolem UDP
- Podpora komunikace typu unicast, multicast a broadcast přes IP vrstvu
- EtherNet/IP používá TCP port 44818 pro explicitní zasilání zpráv a UDP port 2222 for implicitní zasílání zpráv

## Otevřené implemenace
Jednou z implementací s otevřeným kódem (open-source) je implementace nazvaná OpENer, je dostupná na serveru GitHub pod BSD licencí.
Další open-source implementací je knihovna EIPScanner, dostupná na serveru GitHub pod MIT licencí.